# 山崎知春
山崎 知春（やまざき ちはる、1985年4月7日 - ）は、新潟県柏崎市出身の卓球選手。卓球を始めたのは小学校3年のときで両親の影響からだった。四天王寺高校出身。青山学院大学時代には阿倍恵と共に全日本学生卓球選手権大会の女子ダブルス部門で優勝した。大学卒業後はサンリツに所属しており、その後旭クラブへと移籍した。
2007年にタイのバンコクで開催された第24回ユニバーシアードの卓球競技の女子ダブルスに照井萌美と共に出場した。準決勝で台湾の黄怡樺と陸雲鳳ペアに敗れた。
コマーシャル出演もしており、読売新聞のコマーシャルで記者と打ち合う卓球選手役を演じた。
現在の姓は玉峰。